# Waterfall (dal)
A Waterfall című dal a holland Atlantic Ocean első kimásolt kislemeze az ugyancsak a Waterfall címet viselő stúdióalbumról. A több slágerlistára is felkerült, úgy mint Hollandia, ahol a 3. helyezést érte el.

## Megjelenések
12"  Egyesült Királyság Virgin – 7243 894015 2 3
- A	Waterfall (The New Pegasus Remix)
- AA	Mimosa (The Safe Hands Remix) Remix, Producer [Additional] – Safe Hands

## Slágerlista
| Slágerlista (1993)                 | Legjobb helyezés |
| ---------------------------------- | ---------------- |
| Single Top 100                     | 3                |
| Ultratop (Flanders)                | 14               |
| Irish Chart                        | 9                |
| Scottish Singles and Albums Charts | 22               |
| Brit kislemezlista                 | 22               |